# Campeonato nacional de Estados Unidos 1924
Lista de los campeones del Campeonato nacional de Estados Unidos de 1924:

## Senior

### Individuales masculinos
Bill Tilden vence a  Bill Johnston, 6–1, 9–7, 6–2

### Individuales femeninos
Helen Wills Moody vence a  Molla Bjurstedt Mallory, 6–1, 6–3

### Dobles masculinos
Howard Kinsey /  Robert Kinsey vencen a  Gerald Patterson /  Pat O'Hara Wood, 7–5, 5–7, 7–9, 6–3, 6–4

### Dobles femeninos
Hazel Hotchkiss Wightman /  Helen Wills vencen a  Eleanor Goss /  Marion Zinderstein Jessup, 6–4, 6–3

### Dobles mixto
Helen Wills /  Vincent Richards vencen a  Molla Bjurstedt Mallory /  Bill Tilden, 6–8, 7–5, 6–0
| Predecesor: 1923                         | Campeonato nacional de Estados Unidos 1924 | Sucesor: 1925                           |
| Predecesor: Campeonato de Wimbledon 1924 | Grand Slam 1924                            | Sucesor: Campeonato de Australasia 1925 |

- Datos: Q2410777